# میلی برایت
میلی برایت (انگلیسی: Millie Bright؛ زادهٔ ۲۱ اوت ۱۹۹۳) بازیکن فوتبال اهل بریتانیا است.
از باشگاه‌هایی که در آن بازی کرده‌است می‌توان به باشگاه فوتبال زنان چلسی اشاره کرد.
وی همچنین در تیم‌های ملی فوتبال England women's national under-19 football team, England women's national under-23 football team، زنان انگلستان، و Great Britain women's national football team بازی کرده‌است.